# Ankalalobe
Ankalalobe is een plaats en gemeente in Madagaskar gelegen in het district Belo sur Tsiribihina van de regio Menabe. Er woonden bij de volkstelling in 2001 ongeveer 7000 mensen.
In de plaats is basisonderwijs en voortgezet onderwijs voor jonge kinderen beschikbaar. 75% van de bevolking is landbouwer en 5% houdt zich bezig met veeteelt. Het belangrijkste gewas is rijst, maar er wordt ook mais en cassave verbouwd. 5% van de bevolking is werkzaam in de dienstensector en 15% van de bevolking voorziet in zijn levensbehoeften middels visserij.